# Spanish train and other stories
Spanish train and other stories is het tweede studioalbum van Chris de Burgh. Het is opgenomen in de Ramport en Scorpio-geluidsstudio's in Londen. Opnieuw trad Robin Geoffrey Cable aan als muziekproducent en geluidstechnicus.
Het album verkocht goed in Canada. In Zuid-Afrika werd het uitgebracht onder de titel Lonely sky and other stories, althans de elpeeversie. De titeltrack werd daar gezien als godslasterlijk en verboden (op de geluidscassette stond de track overigens wel). Het nummer gaat over de eeuwige strijd tussen goed (God) en kwaad (de duivel), die in dit geval pokeren en dobbelen om de ziel van de mens. De Spaanse trein rijdt in en om Sevilla.  
Het album haalde ternauwernood de Engelse albumlijst; het stond tien jaar na verschijnen drie weken genoteerd, met als hoogste plaats 78.

## Musici
- Chris de Burgh – zang, akoestische gitaar, piano op The tower en This song for you
- Ray Glynn – gitaar
- Tony Reeves – basgitaar
- Chris Laurence – contrabas
- Tony Hymas – toetsinstrumenten
- Ken Freeman – string-synthesizer
- Philip Goodhand-Tait – harmonium
- Barry de Souza – slagwerk
- Lenny Laington – percussie
- Chris Mercer, Mick Eves – saxofoons op The painter

Arrangementen werd verzorgd door Robert Kirby (The tower, Lonely sky, Old friend, This song for you, A spaceman), David Hentschel  en Richard Hewson (Just another poor boy en Spanish train).

## Muziek
| Nr. | Titel                      | Duur |
| --- | -------------------------- | ---- |
| 1.  | Spanish train              | 5:00 |
| 2.  | Lonely sky                 | 3:52 |
| 3.  | This song for you          | 4;14 |
| 4.  | Patricia the stripper      | 3:30 |
| 5.  | A spaceman came travelling | 5:10 |
| 6.  | I’m going home             | 3:34 |
| 7.  | The painter                | 4:20 |
| 8.  | Old friend                 | 3:40 |
| 9.  | The tower                  | 5:22 |
| 10. | Just another poor boy      | 4:46 |